# Краснушкин, Евгений Константинович
Евге́ний Константи́нович Красну́шкин (4 апреля 1885, Ростов-на-Дону — 3 марта 1951, Москва) — советский психиатр, доктор медицины, профессор МГУ, заслуженный деятель науки РСФСР.
Краснушкин Е. К. является одним из создателей отечественной судебной психиатрии как самостоятельной дисциплины. Изобрёл лекарственную смесь (смесь Краснушкина), которая широко применялась для лечения психически больных.

## Биография
Евгений Константинович Краснушкин родился 4 апреля 1885 года в Ростове-на-Дону. В 1888 году семья переехала в Москву.
В 1903 году Краснушкин окончил 7-ю мужскую гимназию, после чего поступил на медицинский факультет Московского университета. В 1905 году был на год исключён за участие в студенческом движении. Окончив в 1910 году университет, работал в клинике нервных болезней под руководством Россолимо Г. И.. В 1911 году, в знак протеста против политики министра просвещения Кассо Л. А., покинул университет.
С 1912 года — экстерн Московской Преображенской психиатрической больницы. В 1912—1914 и 1917—1918 годах работал под руководством Бернштейна А. Н., был младшим штатным ординатором Московского центрального приёмного покоя для душевнобольных.
В годы Первой мировой войны, с 1914 по 1917 год, был врачом 31-го Донского казачьего полка, эвакопунктов фронта и психиатром фронтовой психиатрической организации Красного Креста Западного фронта.
С 1919 по 1925 год Краснушкин был ассистентом Ганнушкина П. Б. в Московском университете. С 1919 по 1931 год работал врачом-психиатром в местах заключения при Мосздравотделе, где заведовал кабинетом по изучению личности преступника. С 1920 по 1930 год заведовал кафедрой судебной психиатрии факультета общественных наук Московского университета.
В 1921 году Краснушкин принимал активное участие в организации Института судебной психиатрии им. Сербского.
С 1921 по 1931 и с 1936 по 1942 год Краснушкин был консультантом психиатрической клиники Московского областного научно-исследовательского клинического института, а в 1931—1936 годах работал директором этой клиники. С 1936 по 1941 год заведовал кафедрой психиатрии 4-го ММИ.
В годы Великой Отечественной войны, с 1942 по 1944 год, Краснушкин заведовал кафедрой психиатрии сводного Московского медицинского института для студентов, защищавших Москву, был постоянным консультантом ряда специализированных госпиталей, руководил военно-оперативным отделением Областной психиатрической клиники.
С 1943 года и до конца жизни Краснушкин был директором Московской областной психиатрической клиники, одновременно — консультант Московского областного научно-исследовательского клинического института.
В 1945—1946 годах участвовал в проведении судебно-психиатрической экспертизы на Нюрнбергском процессе главных военных преступников.
Евгений Константинович Краснушкин скончался 3 марта 1951 года в Москве. Похоронен на Ваганьковском кладбище (2 уч.).

## Научная деятельность
Основные научные труды Краснушкина Е. К. посвящены клинической, судебной и социальной психиатрии, психическим расстройствам при соматических заболеваниях, «малой» психиатрии, вопросам клиники, психопатологии и лечения шизофрении, прогрессивного паралича и психогений.
В 1929 году Е. К. Краснушкиным была предложена классификация психогений.
Краснушкиным было дано физиологическое объяснение невротических состояний и возможности перехода от «функционального к органическому».
Краснушкин первым показал значение вегетативной нервной системы в генезисе неврозов и шизофрении, описал кардиогенные психозы, обосновал роль вазодилатации в патогенезе маниакальных состояний и значение психических факторов в патогенезе гипертонической болезни.
Е. К. Краснушкин был сторонником внедрения новых методов активной терапии психозов. Исследовал применение витаминов для лечения психических заболеваний. Опубликовал совместную работу об инсулинотерапии шизофрении.
Предложил состав лекарственной смеси (смесь Краснушкина), которая широко применялась для лечения психически больных, купируя психомоторное возбуждение, улучшая их сон и нормализуя поведение.
Состоял председателем Московского научного общества невропатологов и психиатров.

### Основные труды
- Краснушкин Е. К. Современная терапия прогрессивного паралича. — М.: «Мосздравотдел», 1925.
- Краснушкин Е. К. Судебно-психиатрические очерки. — М.: «Мосздравотдел», 1925.
- Краснушкин Е. К., Сегал Г. М., Фейнберг Ц. М. Правонарушения в области сексуальных отношений. — М.: «Мосздравотдел», 1927.
- Краснушкин Е. К., Сегал Г. М., Фейнберг Ц. М. (редакторы) Убийства и убийцы. — М.: «Мосздравотдел», 1928.
- Краснушкин Е. К. Преступники психопаты. — М.: «Мосздравотдел», 1929.
- Краснушкин Е. К. Избранные труды. — М.: «Медгиз», 1960.

## Оценки
В 1960 году профессор В. М. Банщиков назвал Е. К. Краснушкина тонким психопатологом, который «отличался исключительным мастерством в области диагностики
психических больных».
Чувства уважения, восхищения и благодарности высказывали и другие коллеги профессора Краснушкина, такие как Н. Н. Шрейдер, М. И. Рыбальский, Е. П. Звесткина, И. К. Янушевский, О. А. Каменцева, В. Ф. Залесская.
По версии Б. С. Мягкова Краснушкин был прототипом доктора Стравинского в романе М. А. Булгакова «Мастер и Маргарита».
В своей книге «Диктаторы в зеркале медицины», вышедшей в 1997 году, Антон Ноймайр называет Краснушкина «врачом-преступником» и «чудовищем от медицины», утверждая, что Краснушкин был одним из медицинских специалистов, которые активно помогали следователям НКВД получать от арестованных необходимые показания и готовить обречённых к показательным процессам. По словам Ноймайра, в 1925—1926 годах Краснушкин использовал для своих экспериментов уголовников, а с 1930 года — уже политических, и признания добывались от обвиняемых при помощи утонченного психического и физического воздействия. Ноймайр считает, что именно за труды в этой области Е. К. Краснушкин был награждён орденом Ленина.

## Семья
Жена — Марта Краснушкина, психиатр. Сын — Пётр Краснушкин, физик, доктор наук, дочь — Татьяна Краснушкина, актриса.